# Llista de municipis de Màlaga

Mapa de la província de Màlaga

Aquesta és una llista de municipis de la província de Màlaga (Espanya).
Informació actualitzada per un bot. Els canvis manuals es perdran quan s'actualitzi!
| Escut | Municipi                    | Comarca | Població | Superfície km² | Densitat | Altitud | Codi postal       | Codi territorial | Dades a Wikidata              |
| ----- | --------------------------- | ------- | -------- | -------------- | -------- | ------- | ----------------- | ---------------- | ----------------------------- |
|       | Alameda                     |         | 5.449    | 65             | 83,83    | 430     | 29530             | 29001            | Modifica les dades a Wikidata |
|       | Alcaucín                    |         | 2.653    | 46             | 57,67    | 518     | 29711             | 29002            | Modifica les dades a Wikidata |
|       | Alfarnate                   |         | 1.046    | 34             | 30,76    | 888     | 29194             | 29003            | Modifica les dades a Wikidata |
|       | Alfarnatejo                 |         | 371      | 20             | 18,55    | 703     | 29194             | 29004            | Modifica les dades a Wikidata |
|       | Algarrobo                   |         | 6.909    | 10             | 690,9    | 86      | 29750             | 29005            | Modifica les dades a Wikidata |
|       | Algatocín                   |         | 834      | 20             | 41,7     | 725     | 29...             | 29006            | Modifica les dades a Wikidata |
|       | Alhaurín de la Torre        |         | 44.057   | 83             | 530,81   | 104     | 29130             | 29007            | Modifica les dades a Wikidata |
|       | Alhaurín el Grande          |         | 27.647   | 73,1           | 378,21   | 270     | 29120             | 29008            | Modifica les dades a Wikidata |
|       | Almargen                    |         | 1.913    | 35             | 54,66    | 733     | 29330             | 29010            | Modifica les dades a Wikidata |
|       | Almogía                     |         | 4.132    | 164            | 25,2     | 357     | 29150             | 29011            | Modifica les dades a Wikidata |
|       | Almáchar                    |         | 1.927    | 14,3           | 134,76   | 246     | 29718             | 29009            | Modifica les dades a Wikidata |
|       | Alozaina                    |         | 2.130    | 34             | 62,65    | 386     | 29567             | 29013            | Modifica les dades a Wikidata |
|       | Alpandeire                  |         | 258      | 31,3           | 8,24     | 700     | 29460             | 29014            | Modifica les dades a Wikidata |
|       | Antequera                   |         | 41.619   | 749,3          | 55,54    | 575     | 29200             | 29015            | Modifica les dades a Wikidata |
|       | Archidona                   |         | 8.042    | 185,6          | 43,33    | 666     | 29300             | 29017            | Modifica les dades a Wikidata |
|       | Ardales                     |         | 2.516    | 106            | 23,74    | 445     | 29550             | 29018            | Modifica les dades a Wikidata |
|       | Arenas                      |         | 1.259    | 26,3           | 47,87    | 500     | 29717             | 29019            | Modifica les dades a Wikidata |
|       | Arriate                     |         | 4.073    | 8              | 509,13   | 603     | 29350             | 29020            | Modifica les dades a Wikidata |
|       | Atajate                     |         | 187      | 11             | 17       | 750     | 29494             | 29021            | Modifica les dades a Wikidata |
|       | Benadalid                   |         | 234      | 20             | 11,7     | 700     | 29493             | 29022            | Modifica les dades a Wikidata |
|       | Benahavís                   |         | 9.077    | 145            | 62,6     | 150     | 29678–29679       | 29023            | Modifica les dades a Wikidata |
|       | Benalauría                  |         | 465      | 19,8           | 23,54    | 667     | 29491             | 29024            | Modifica les dades a Wikidata |
|       | Benalmádena                 |         | 77.654   | 27,2           | 2.854,93 | 280     | 29630 29639 29631 | 29025            | Modifica les dades a Wikidata |
|       | Benamargosa                 |         | 1.552    | 12             | 129,33   | 96      | 29718             | 29026            | Modifica les dades a Wikidata |
|       | Benamocarra                 |         | 3.115    | 6              | 519,17   | 126     | 29719             | 29027            | Modifica les dades a Wikidata |
|       | Benaoján                    |         | 1.428    | 32             | 44,63    | 524     | 29370             | 29028            | Modifica les dades a Wikidata |
|       | Benarrabá                   |         | 462      | 26,2           | 17,63    | 550     | 29490             | 29029            | Modifica les dades a Wikidata |
|       | Campillos                   |         | 8.499    | 188            | 45,21    | 461     | 29320             | 29032            | Modifica les dades a Wikidata |
|       | Canillas de Aceituno        |         | 1.777    | 42             | 42,31    | 649     | 29...             | 29033            | Modifica les dades a Wikidata |
|       | Canillas de Albaida         |         | 799      | 33             | 24,21    | 630     |                   | 29034            | Modifica les dades a Wikidata |
|       | Carratraca                  |         | 786      | 23             | 34,17    | 550     | 29551             | 29036            | Modifica les dades a Wikidata |
|       | Cartajima                   |         | 229      | 22             | 10,41    | 826     | 29452             | 29037            | Modifica les dades a Wikidata |
|       | Casabermeja                 |         | 4.065    | 67,3           | 60,42    | 506     | 29160             | 29039            | Modifica les dades a Wikidata |
|       | Casarabonela                |         | 2.758    | 113            | 24,41    | 514     | 29566             | 29040            | Modifica les dades a Wikidata |
|       | Casares                     |         | 8.486    | 160            | 53,04    | 435     | 29690             | 29041            | Modifica les dades a Wikidata |
|       | Cañete la Real              |         | 1.587    | 165            | 9,62     | 980     | 29340             | 29035            | Modifica les dades a Wikidata |
|       | Colmenar                    |         | 3.545    | 66             | 53,71    | 696     | 29170             | 29043            | Modifica les dades a Wikidata |
|       | Comares                     |         | 1.346    | 25,5           | 52,78    | 703     | 29195             | 29044            | Modifica les dades a Wikidata |
|       | Cortes de la Frontera       |         | 3.000    | 176            | 17,05    | 633     | 29380             | 29046            | Modifica les dades a Wikidata |
|       | Coín                        |         | 25.809   | 127,4          | 202,63   | 202     | 29100             | 29042            | Modifica les dades a Wikidata |
|       | Cuevas Bajas                |         | 1.341    | 15             | 89,4     | 312     | 29220             | 29047            | Modifica les dades a Wikidata |
|       | Cuevas de San Marcos        |         | 3.620    | 37             | 97,84    | 422     | 29210             | 29049            | Modifica les dades a Wikidata |
|       | Cuevas del Becerro          |         | 1.605    | 16             | 100,31   | 731     | 29...             | 29048            | Modifica les dades a Wikidata |
|       | Cártama                     |         | 28.934   | 150,1          | 192,74   | 96      | 29570–29580       | 29038            | Modifica les dades a Wikidata |
|       | Cómpeta                     |         | 3.735    | 54             | 69,17    | 638     | 29754             | 29045            | Modifica les dades a Wikidata |
|       | Cútar                       |         | 587      | 20             | 29,35    | 331     | 29718             | 29050            | Modifica les dades a Wikidata |
|       | El Borge                    |         | 941      | 25,7           | 36,57    | 237     | 29718             | 29030            | Modifica les dades a Wikidata |
|       | El Burgo                    |         | 1.758    | 117            | 15,03    | 591     | 29420             | 29031            | Modifica les dades a Wikidata |
|       | Estepona                    |         | 78.413   | 137            | 572,36   | 69      | 29680             | 29051            | Modifica les dades a Wikidata |
|       | Faraján                     |         | 284      | 20,4           | 13,91    | 645     | 29461             | 29052            | Modifica les dades a Wikidata |
|       | Frigiliana                  |         | 3.310    | 41             | 80,73    | 320     | 29788             | 29053            | Modifica les dades a Wikidata |
|       | Fuengirola                  |         | 85.859   | 10,4           | 8.279,56 | 6       | 29640             | 29054            | Modifica les dades a Wikidata |
|       | Fuente de Piedra            |         | 2.958    | 91             | 32,51    | 459     | 29520             | 29055            | Modifica les dades a Wikidata |
|       | Gaucín                      |         | 1.591    | 98             | 16,23    | 612     | 29480             | 29056            | Modifica les dades a Wikidata |
|       | Genalguacil                 |         | 397      | 31             | 12,81    | 500     | 29492             | 29057            | Modifica les dades a Wikidata |
|       | Guaro                       |         | 2.469    | 22             | 112,23   | 354     | 29108             | 29058            | Modifica les dades a Wikidata |
|       | Humilladero                 |         | 3.360    | 35             | 96       | 454     | 29531             | 29059            | Modifica les dades a Wikidata |
|       | Igualeja                    |         | 774      | 44             | 17,59    | 706     | 29440             | 29060            | Modifica les dades a Wikidata |
|       | Istán                       |         | 1.622    | 99,3           | 16,33    | 287     | 29611             | 29061            | Modifica les dades a Wikidata |
|       | Iznate                      |         | 947      | 8              | 118,38   | 300     | 29792             | 29062            | Modifica les dades a Wikidata |
|       | Jimera de Líbar             |         | 398      | 27             | 14,74    | 507     | 29392             | 29063            | Modifica les dades a Wikidata |
|       | Jubrique                    |         | 578      | 39             | 14,82    | 558     | 29492             | 29064            | Modifica les dades a Wikidata |
|       | Júzcar                      |         | 227      | 33             | 6,88     | 600     | 29462             | 29065            | Modifica les dades a Wikidata |
|       | Macharaviaya                |         | 506      | 7              | 72,29    | 185     | 29791             | 29066            | Modifica les dades a Wikidata |
|       | Manilva                     |         | 18.099   | 35             | 517,11   | 128     | 29691             | 29068            | Modifica les dades a Wikidata |
|       | Marbella                    |         | 159.000  | 114.300.000    | 0        | 22      | 29600–29604       | 29069            | Modifica les dades a Wikidata |
|       | Mijas                       |         | 93.302   | 148,8          | 627,03   | 428     | 29649–29651       | 29070            | Modifica les dades a Wikidata |
|       | Moclinejo                   |         | 1.227    | 15             | 81,8     | 447     | 29738             | 29071            | Modifica les dades a Wikidata |
|       | Mollina                     |         | 5.449    | 75             | 72,65    | 473     | 29...             | 29072            | Modifica les dades a Wikidata |
|       | Monda                       |         | 2.981    | 58             | 51,4     | 427     | 29110             | 29073            | Modifica les dades a Wikidata |
|       | Montecorto                  |         | 589      | 54,5           | 10,81    | 500     | 29430             | 29903            | Modifica les dades a Wikidata |
|       | Montejaque                  |         | 952      | 43             | 22,14    | 690     | 29360             | 29074            | Modifica les dades a Wikidata |
|       | Màlaga                      |         | 591.637  | 395            | 1.497,89 | 18      | 29001–29018       | 29067            | Modifica les dades a Wikidata |
|       | Nerja                       |         | 22.187   | 85             | 261,02   | 26      | 29780             | 29075            | Modifica les dades a Wikidata |
|       | Ojén                        |         | 4.682    | 86             | 54,44    | 309     | 29610             | 29076            | Modifica les dades a Wikidata |
|       | Parauta                     |         | 281      | 44             | 6,39     | 799     | 29451             | 29077            | Modifica les dades a Wikidata |
|       | Periana                     |         | 3.350    | 58             | 57,76    | 550     | 29710             | 29079            | Modifica les dades a Wikidata |
|       | Pizarra                     |         | 10.177   | 63,6           | 159,99   | 80      | 29560             | 29080            | Modifica les dades a Wikidata |
|       | Pujerra                     |         | 290      | 24             | 12,08    | 775     | 29450             | 29081            | Modifica les dades a Wikidata |
|       | Rincón de la Victoria       |         | 52.230   | 27,5           | 1.898,58 | 8       | 29738 29730       | 29082            | Modifica les dades a Wikidata |
|       | Riogordo                    |         | 2.778    | 41             | 67,76    | 405     | 29180             | 29083            | Modifica les dades a Wikidata |
|       | Ronda                       |         | 33.451   | 385            | 86,89    | 724     | 29400             | 29084            | Modifica les dades a Wikidata |
|       | Salares                     |         | 198      | 11             | 18       | 540     | 29714             | 29085            | Modifica les dades a Wikidata |
|       | Sayalonga                   |         | 1.646    | 18             | 91,44    | 359     | 29752             | 29086            | Modifica les dades a Wikidata |
|       | Sedella                     |         | 600      | 32             | 18,75    | 646     | 29715             | 29087            | Modifica les dades a Wikidata |
|       | Serrato                     |         | 453      | 29,2           | 15,52    | 560     | 29471             | 29904            | Modifica les dades a Wikidata |
|       | Sierra de Yeguas            |         | 3.452    | 86             | 40,14    | 454     | 29328             | 29088            | Modifica les dades a Wikidata |
|       | Teba                        |         | 3.702    | 144            | 25,71    | 555     | 29327             | 29089            | Modifica les dades a Wikidata |
|       | Tolox                       |         | 2.374    | 94             | 25,26    | 285     | 29109             | 29090            | Modifica les dades a Wikidata |
|       | Torremolinos                |         | 70.933   | 20             | 3.546,65 | 49      | 29620             | 29901            | Modifica les dades a Wikidata |
|       | Torrox                      |         | 21.583   | 51             | 423,2    | 120     | 29793 29770       | 29091            | Modifica les dades a Wikidata |
|       | Totalán                     |         | 776      | 9              | 86,22    | 281     | 29197             | 29092            | Modifica les dades a Wikidata |
|       | Valle de Abdalajís          |         | 2.435    | 21             | 115,95   | 358     | 29240             | 29093            | Modifica les dades a Wikidata |
|       | Villanueva de Algaidas      |         | 4.075    | 75             | 54,33    | 536     | 29310             | 29095            | Modifica les dades a Wikidata |
|       | Villanueva de Tapia         |         | 1.396    | 17             | 82,12    | 662     | 29315             | 29098            | Modifica les dades a Wikidata |
|       | Villanueva de la Concepción |         | 3.286    | 67,4           | 48,78    | 534     | 29230             | 29902            | Modifica les dades a Wikidata |
|       | Villanueva del Rosario      |         | 3.401    | 44,6           | 76,26    | 697     | 29312             | 29096            | Modifica les dades a Wikidata |
|       | Villanueva del Trabuco      |         | 5.410    | 59             | 91,69    | 682     | 29313             | 29097            | Modifica les dades a Wikidata |
|       | Viñuela                     |         | 2.006    | 27,2           | 73,7     | 150     | 29713 29712       | 29099            | Modifica les dades a Wikidata |
|       | Vélez-Màlaga                |         | 85.990   | 158            | 544,24   | 60      | 29700             | 29094            | Modifica les dades a Wikidata |
|       | Yunquera                    |         | 2.868    | 58             | 49,45    | 681     | 29410             | 29100            | Modifica les dades a Wikidata |
|       | Álora                       |         | 13.570   | 169            | 80,3     | 222     | 29510 29500       | 29012            | Modifica les dades a Wikidata |
|       | Árchez                      |         | 411      | 5              | 82,2     | 530     | 29753             | 29016            | Modifica les dades a Wikidata |